# Згароцька сільська рада
Зга́роцька сільська́ ра́да — адміністративно-територіальна одиниця та орган місцевого самоврядування в Деражнянському районі Хмельницької області. Адміністративний центр — село Згарок.

## Загальні відомості
Згароцька сільська рада утворена в квітні 1944 року.
- Територія ради: 37,891 км²
- Населення ради: 722 особи (станом на 2001 рік)

## Населені пункти
Сільській раді були підпорядковані населені пункти:
- с. Згарок
- с. Новий Майдан
- с. Новостроївка
- с. Подолянське
- с. Старий Майдан

## Склад ради
Рада складалася з 14 депутатів та голови.
- Голова ради: Монастирський Володимир Андрійович
- Секретар ради: Мамонтова Тамара Володимирівна

### Керівний склад попередніх скликань
| Прізвище, ім'я, по батькові        | Основні відомості                                   | Дата обрання | Дата звільнення |
| ---------------------------------- | --------------------------------------------------- | ------------ | --------------- |
| Кошелюк Людмила Іванівна           | Сільський голова, 1954 року народження              | 26.03.2006   | 31.10.2010      |
| Монастирський Володимир Андрійович | Сільський голова, 1968 року народження, освіта вища | 31.10.2010   |                 |

Примітка: таблиця складена за даними сайту Верховної Ради України

### Депутати
За результатами місцевих виборів 2010 року депутатами ради стали:

#### За суб'єктами висування
| Суб'єкт висування                 | Кількість обраних депутатів | %    |
| --------------------------------- | --------------------------- | ---- |
| Народна партія                    | 7                           | 50   |
| Комуністична партія України       | 2                           | 14,3 |
| Партія регіонів                   | 2                           | 14,3 |
| Політична партія «Сильна Україна» | 2                           | 14,3 |
| Самовисування                     | 1                           | 7,1  |

#### За округами
| № округу                          | Прізвище, ім'я, по батькові        | Дата визнання обраним | Освіта             | Партійна приналежність                  | Відомості про обраного депутата                          |
| --------------------------------- | ---------------------------------- | --------------------- | ------------------ | --------------------------------------- | -------------------------------------------------------- |
| Комуністична партія України       |                                    |                       |                    |                                         |                                                          |
| 2                                 | Тучинський Володимир Володимирович | 04.11.2010            | середня            | член Комуністичної партії України       | Деражнянський ХПП, робочий                               |
| 11                                | Воробйов Сергій Миколайович        | 04.11.2010            | середня            | позапартійний                           | тимчасово не працює                                      |
| Народна Партія                    |                                    |                       |                    |                                         |                                                          |
| 1                                 | Нагорна Оксана Петрівна            | 04.11.2010            | середня            | член Народної партії                    | магазин, продавець                                       |
| 4                                 | Ковальчук Емілія Сергіївна         | 04.11.2010            | середня            | член Народної партії                    | Згароцька сільська рада, головний бухгалтер              |
| 5                                 | Костюк Михайло Володимирович       | 04.11.2010            | середня            | член Народної партії                    | Вовковинецьке лісництво, лісник                          |
| 6                                 | Плохотнюк Валентина Петрівна       | 04.11.2010            | середня            | член Народної партії                    | дикретна відпустка                                       |
| 7                                 | Локазюк Василь Гаврилович          | 04.11.2010            | середня            | член Народної партії                    | приватне підприємство                                    |
| 8                                 | Кляшторний Володимир Анатолійович  | 04.11.2010            | середня            | член Народної партії                    | с. Згарок, інженер                                       |
| 13                                | Меленчук Марія Василівна           | 04.11.2010            | середня            | член Народної партії                    | дикретна відпустка                                       |
| Партія регіонів                   |                                    |                       |                    |                                         |                                                          |
| 10                                | Мамонтова Тамара Володимирівна     | 04.11.2010            | середня спеціальна | член Партії регіонів                    | Згароцька сільська рада, секретар                        |
| 12                                | Петращук Наталія Дмитрівна         | 04.11.2010            | середня            | член Партії регіонів                    | Деражнянський територіальний центр, соціальний працівник |
| Політична партія «Сильна Україна» |                                    |                       |                    |                                         |                                                          |
| 9                                 | Воробйова Людмила Григорівна       | 04.11.2010            | середня            | член Політичної партії «Сильна Україна» | пенсіонер                                                |
| 14                                | Плохотнюк Катерина Олександрівна   | 04.11.2010            | середня спеціальна | позапартійна                            | дикретна відпустка                                       |
| Самовисування                     |                                    |                       |                    |                                         |                                                          |
| 3                                 | Макар Наталія Олексіївна           | 04.11.2010            | середня            | позапартійна                            | Магазин, продавець                                       |